# 박은정 (1952년)
박은정(朴恩正, 1952년 ~ )은 대한민국의 법학자이자 제6대 국민권익위원회 위원장이다.
김대중 정부 시절 대통령 소속 의문사진상규명위원회 위원을 지냈고, 노무현 정부 시절에는 문화재청 문화재위원, 중앙인사위원회 비상임위원, 경제인문사회연구회 이사 등을 역임했다. 특히 유네스코 국제생명윤리위원회 위원, 인간개체복제금지협약 성안을 위한 유엔특별위원회 정부대표, 아시아생명윤리학회 부회장, 서울대 생명윤리심의위원회 위원장을 지내는 등 생명윤리와 법철학 전문가이다.

## 경력
- 1980년 3월 이화여자대학교 법과대학 법학과 조교수
- 1985년 3월 이화여자대학교 법과대학 법학과 부교수
- 1990년 3월 ~ 2004년 1월 이화여자대학교 법과대학 법학과 교수
- 1990년 8월 ~ 1991년 8월 미국 하버드대학교 하버드옌칭연구소 객원연구원
- 1998년 5월 ~ 2000년 5월 제7대 한국법철학회 회장
- 1998년 10월 ~ 2004년 5월 유네스코 국제생명윤리위원회 위원
- 1999년 12월 ~ 2001년 2월 행정심판위원회 위원
- 2000년 2월 ~ 2004년 1월 생명공학종합정책심의회 위원
- 2000년 7월 ~ 2002년 7월 외교통상부 정책자문위원회 위원
- 2000년 8월 ~ 2001년 교육부 교원징계재심위원회 위원
- 2000년 10월 ~ 2002년 10월 의문사진상규명위원회 위원
- 2000년 12월 법무부 정책자문위원회 위원
- 2002년 1월 ~ 2005년 12월 학교법인 한성학원 이사
- 2002년 3월 대한임상연구심의기구협의회 부회장
- 2002년 10월 ~ 2007년 3월 세포응용연구사업단 윤리위원회 위원장
- 2003년 3월 ~ 2006년 4월 한국도로공사 이사
- 2003년 4월 ~ 2005년 4월 문화재청 문화재위원회 위원
- 2004년 2월 ~ 서울대학교 법과대학 법학부 교수
- 서울대학교 법학전문대학원 교수
- 2004년 5월 ~ 2007년 5월 중앙인사위원회 비상임위원
- 2004년 11월 ~ 2008년 10월 아시아생명윤리학회 부회장
- 2005년 8월 ~ 2008년 7월 경제인문사회연구회 이사
- 2005년 9월 ~ 2006년 7월 서울대학교 생명윤리심의위원회 위원장
- 2006년 8월 ~ 2008년 7월 제4대 서울대학교 기초교육원 원장
- 2007년 8월 유네스코 한국위원회 감사
- 2008년 2월 ~ 2012 제3대 한국인권재단 이사장
- 2008년 6월 국가생명윤리심의위원회 부위원장
- 2008년 8월 대한법률구조공단 이사
- 2008년 9월 ~ 2009년 8월 영국 케임브리지대학교 객원연구원
- 2009년 11월 교육공무원 일반징계위원회 위원
- 2010년 4월 대학교원임용양성평등추진위원회 위원
- 2010년 5월 유네스코 아시아태평양 국제이해교육원 이사
- 2010년 5월 아세아여성법학연구소 소장
- 2017년 6월 ~ 2020년 6월 제6대 국민권익위원회 위원장
- 사법행정자문회의 법조일원화제도분과위원회 위원

## 도서
- 자연법사상 (민음사, 1987년 6월 1일)
- 현대의 사회문제와 법철학(법학교양총서 35) (교육과학사, 1993년 3월 1일)
- 5.18 법적책임과 역사적책임 (이화여자대학교출판부, 1995년 12월 1일)
- 법학입문 (법문사 출판, 1998년 3월 10일)
- 생명 공학 시대의 법과 윤리 (이화여자대학교출판문화원, 2000년 9월 20일)
- 세계 각국의 줄기세포 연구정책과 규제 (세창출판사, 2005년 12월 5일)
- NGO와 법의 재배 (박영사, 2006년 12월 10일)
- 줄기세포연구자를 위한 생명윤리 (세창출판사, 2007년 6월 15일)
- 줄기세포 연구윤리의 어제와 오늘 (세창출판사, 2007년 6월 30일)
- 자연법의 문제들 (세창출판사, 2007년 7월 25일)
- 법철학의 문제들 (박영사, 2007년 8월 20일)
- 왜 법의 지배인가 (돌베개, 2010년 8월 20일)